# Carleton Coon
Carleton Stevens Coon (ur. 23 czerwca 1904, zm. 3 czerwca 1981) – amerykański antropolog fizyczny.
Profesor Harvardu i University of Pennsylvania. Znany przede wszystkim ze swych badań nad rasami ludzkimi. Autor książki O pochodzeniu ras (Orgin of races). Uczestnik ekspedycji badawczych do Azji, Afryki Północnej (gdzie odnalazł i przebadał szczątki człowieka neandertalskiego) i Ameryki Południowej.
Na podstawie swoich badań sformułował teorię wykazującą słuszność rasizmu.
Według niego na świecie istnieje pięć ras: kaukazoidalna, mongoidalna, australijska, kadyjska (Afryka Wschodnia) i kongijska. Najbardziej rozwiniętą miała być rasa mongoidalna, następnie kaukazoidalna i kadyjska. Rasy australijska i kongijska miały być upośledzone intelektualnie.
Teoria została obalona w latach 70. XX wieku.